# Galleria civica di Trento
La Galleria civica di Trento è un museo di arte contemporanea che ha sede a Trento in via Rodolfo Belenzani, 44. Istituita nel 1989 con il nome "Galleria civica di arte contemporanea", nel 2013 entra a far parte del Museo d'arte moderna e contemporanea di Trento e Rovereto. Il presidente del Museo è Vittorio Sgarbi, il direttore è Diego Ferretti, la responsabile della Galleria civica è Margherita de Pilati.

## Storia

### 1989-1995: La nuova galleria sotto la direzione di Danilo Eccher
La Galleria civica di arte contemporanea è istituita nel 1989 sotto la direzione del critico d'arte Danilo Eccher. Tra le prime mostre vi sono quelle monografiche su Enzo Cucchi (1990), Tony Cragg (1994), Mario Merz e Yōko Ono (1995).

### 1996-2000: La direzione di Roberto Ferrari
Nel 1996 subentra alla direzione l'architetto Roberto Ferrari, che nel 1998 è sostituito dalla storica dell'arte Vittoria Coen. Sotto la direzione Coen la Galleria ospita esposizioni di Giuseppe Penone (1998), Alex Katz (1999), Sandro Chia (2000), e nel 2001 Francesco Clemente e Philip Taaffe.

### 2001-2008: La direzione di Fabio Cavallucci
Nel 2001 è nominato direttore Fabio Cavallucci, che il 6 aprile 2002 inaugura Parole parole parole, una grande mostra sul tema della parola con opere di Vincenzo Agnetti, Jean-Michel Basquiat, Joseph Beuys, Alighiero Boetti, Pier Paolo Calzolari, Wim Delvoye, Emilio Fantin, Jenny Holzer, Emilio Isgrò, Joseph Kosuth, Barbara Kruger, Ketty La Rocca, Mario Merz, Bruce Nauman, Luigi Ontani, Tony Oursler, Nam June Paik, Chéri Samba, Ben Vautier e Lawrence Weiner. Negli anni seguenti la Galleria ospita mostre personali dell'artista cinese Cai Guo-Qiang (2002) e della video-artista polacca Katarzyna Kozyra (2004), e nel 2005 un'installazione site-specific dello spagnolo Santiago Sierra.
In questo periodo Cavallucci realizzò poi la rivista trimestrale Work. Art in Progress, che divenne per diversi anni l'organo di divulgazione e di indagine della contemporaneità della galleria stessa. Fondata nel 2002 e diretta dallo stesso Cavallucci, la rivista raggiunse le 6000 copie con una distribuzione in molti bookshop di musei internazionali.

### 2009-2011: La direzione di Andrea Viliani
Nel febbraio del 2009 la Fondazione Galleria Civica sceglie come nuovo direttore Andrea Viliani, in precedenza curatore presso il castello di Rivoli e il Museo d'arte moderna di Bologna. La prima mostra sotto la nuova direzione è 1989–2009. Overview, Celebration, Critique, inaugurata il 10 ottobre 2009 con opere di Alighiero Boetti, Stefano Arienti, Micol Assaël, Enrico Baj, Massimo Bartolini, Vanessa Beecroft, Monica Bonvicini, Enrico Castellani, Maurizio Cattelan, Francesco Clemente, Roberto Cuoghi, Giorgio de Chirico, Gino De Dominicis, Lara Favaretto, Lucio Fontana, Cristian Frosi, Giuseppe Gabellone - Diego Perrone, Alberto Garutti, Piero Gilardi, Francesco Lo Savio, Corrado Levi, Armin Linke, Eva Marisaldi, Amedeo Martegani, Miltos Manetas - Gabriele di Matteo, Piero Manzoni, Enzo Mari, Marco Mazzucconi, Mario Merz, Aldo Mondino, Liliana Moro, Bruno Munari, Luigi Ontani, Alessandro Pessoli, Cesare Pietroiusti, Vettor Pisani, Michelangelo Pistoletto, Paola Pivi, Emilio Prini, Salvo, Anna Scalfi, Mario Schifano, Ettore Sottsass, Giulio Turcato, Giuseppe Uncini, Emilio Vedova, Francesco Vezzoli, Luca Vitone, Italo Zuffi. Nel 2010 seguono le personali di Robert Kuśmirowski e Melvin Moti, e una retrospettiva su Gustav Metzger. Nel 2011 le personali di Roman Ondák, Rosa Barba (in collaborazione con il MART), Clemens von Wedemeyer e Nedko Solakov.

### 2012-2013: La fusione con il MART
All'inizio del 2012 la Galleria Civica chiude per mancanza di fondi e viene decisa la fusione con il Museo d'arte moderna e contemporanea di Trento e Rovereto. il cui direttore è Gianfranco Maraniello. Responsabile della Galleria viene nominata Margherita de Pilati, già curatore del Mart dal 2000. Entra a far parte della Galleria anche l'Archivio Trentino Documentazione Artisti Contemporanei (ADAC), diretto da Gabriele Lorenzoni.

### 2014-in poi: Ristrutturazione e nuova apertura
Prima della riapertura la Galleria Civica viene ristrutturata tramite un bando dedicato ai giovani architetti trentini. Il vincitore è Stefano Grigoletto dello studio Atelierzero, che realizza il progetto nel corso del 2013. Il 19 ottobre 2013 la Galleria riapre con la mostra L'avanguardia intermedia, dedicata all'arte contemporanea a Venezia e Ca' Pesaro, con opere di Umberto Moggioli, Arturo Martini, Gino Rossi, Felice Casorati e Tullio Garbari. Il 16 febbraio 2014 è inaugurata Chiamata a raccolta, un'esposizione in cui le opere di artisti trentini contemporanei come Luigi Bonazza, Gino Pancheri, Luigi Senesi e Remo Wolf si confrontano con quelle di Afro Basaldella, Lyonel Feininger, Giorgio Morandi, Karl Plattner, Mario Schifano ed Emilio Vedova. La terza mostra sotto la nuova gestione è Linguaggi plastici del XX secolo, inaugurata il 24 maggio 2014, che si concentra sulla scultura con opere di Giuseppe Capogrossi, Carlo Carrà, Giorgio de Chirico, Lucio Fontana, Mariano Fracalossi, Tullio Garbari, Alberto Magnelli, Piero Manzoni, Joan Miró, Enrico Prampolini, Alberto Savinio, Mario Schifano, Emilio Scanavino, Mario Sironi, Emilio Vedova e un intervento site-specific di Davide Rivalta.
A partire dal 2014 la Galleria organizza anche Civica Project, un'iniziativa che presenta il lavoro di giovani designer, e Civica Lounge, una serie di aperitivi con sottofondo musicale e interventi degli artisti. Il 25 ottobre 2014 inaugura la nuova mostra Afterimage. Rappresentazioni del conflitto, che affronta il tema della guerra in occasione del centenario della prima guerra mondiale, con le fotografie di Robert Capa e opere di Cindy Sherman, Harun Farocki, Eyal Sivan, Hito Steyerl, Stefano Cagol e Massimo Grimaldi. L'esposizione si collega con la grande mostra del Mart La guerra che verrà non è la prima, e con Calpestare la guerra che ha luogo presso la Casa d'arte futurista Depero.

## Direzione
- Danilo Eccher (1989–1996)
- Roberto Ferrari (1996–1998)
- Vittoria Coen (1998–2001)
- Fabio Cavallucci (2001–2008)
- Andrea Viliani (2009–2012)
- Margherita de Pilati (dal 2013)

## Mostre temporanee
- Cinema infinito. Laboratorio di suoni e visioni, dal 24 giugno al 29 ottobre 2006
- L'avanguardia intermedia. Ca' Pesaro, Moggioli e la contemporaneità a Venezia 1913-2013, dal 19 ottobre 2013 al 2 febbraio 2014
- Chiamata a raccolta. Collezioni private in mostra, dal 16 febbraio 2014 all'11 maggio 2014
- Linguaggi plastici del XX secolo, dal 24 maggio 2014 al 12 ottobre 2014
- Afterimage. Rappresentazioni del conflitto, dal 25 ottobre 2014 al 1º febbraio 2015